# María Salerno
Para la deportista argentina, véase María Paula Salerno.
María Salerno (León, 14 de febrero de 1948) es una actriz española. 
Se inicia en el mundo de la interpretación a finales de los años sesenta con el nombre artístico de Marta Monterrey. En esa época participa en spaghetti western que no alcanzan gran repercusión, como La muerte busca un hombre (1970) o Reverendo Colt (1971).

## Radio
María Salerno protagoniza en 1971 el que, probablemente, fue el último gran serial radiofónico en la historia de la radio española: Simplemente María, en la Cadena SER, con adaptación de Guillermo Sautier Casaseca. Hizo más de 500 episodios que se prolongaron durante tres años. La radionovela fue un auténtico fenómeno sociológico en España.

## Televisión
En 1972 salta a la televisión cuando Chicho Ibáñez Serrador la elige como una de las seis primeras azafatas del célebre concurso Un, dos, tres... responda otra vez. María se mantuvo solo unos pocos meses en el programa, pero la televisión le otorgó una popularidad que aprovechó en sus siguientes proyectos. En los siguientes años, y salvo un par de intervenciones en televisión presentando los programas ¡Señoras y señores! (1974), Aplauso (1978) y De película (1982), centró su carrera en el cine.

## Últimos trabajos
Entre finales de la década de 1970 y principios de la siguiente realizó comedias encuadradas en el conocido como género del destape, sin mayores pretensiones que las de entretener al público.

## Retiro
A mediados de los años ochenta se retiró del mundo del espectáculo.

## Filmografía
| Año  | Título                                                                     | Personaje       | Dirección                        |
| ---- | -------------------------------------------------------------------------- | --------------- | -------------------------------- |
| 1985 | El misterio de Cynthia Baird                                               | Ann             | José María Zabalza               |
| 1984 | Playboy en paro                                                            | Mercedes        | Tomás Aznar                      |
| 1983 | Invierno en Marbella                                                       | Eli             | José Luis Madrid                 |
| 1983 | J.R. contraataca                                                           | Elena           | Francisco Lara Polop             |
| 1982 | Le llamaban J.R.                                                           | Elena           | Francisco Lara Polop             |
| 1982 | Las noches secretas de Lucrecia Borgia                                     | Eugenia         | Roberto Bianchi Montero          |
| 1982 | La vendedora de ropa interior                                              | Pepa            | Germán Lorente                   |
| 1982 | Caray con el divorcio                                                      | Angélica        | Juan Bosch                       |
| 1981 | La masajista vocacional                                                    | Elisa           | Francisco Lara Polop             |
| 1980 | El erótico enmascarado                                                     | Marta           | Mariano Ozores                   |
| 1978 | Las locuras de Jane                                                        | Virginia        | Joaquín Coll Espona              |
| 1977 | Niñas... al salón                                                          |                 | Vicente Escrivá                  |
| 1977 | El espiritista                                                             | Fany            | Augusto Fernando                 |
| 1977 | Secretos de alcoba                                                         | Felisa          | Francisco Lara Polop             |
| 1977 | Eva, limpia como los chorros del oro                                       |                 | José Truchado                    |
| 1977 | Fango                                                                      |                 | Silvio F. Balbuena               |
| 1977 | Inquisición                                                                |                 | Paul Naschy                      |
| 1976 | Señoritas de uniforme                                                      | Guarda veterana | Luis María Delgado               |
| 1976 | Vuelve, querida Nati                                                       | Bárbara         | José María Forqué                |
| 1976 | Las delicias de los verdes años                                            | Doña Laura      | Antonio Mercero                  |
| 1976 | Madrid, Costa Fleming                                                      |                 | José María Forqué                |
| 1976 | A la Legión le gustan las mujeres (...y a las mujeres les gusta la Legión) | Pili            | Rafael Gil                       |
| 1975 | Vida íntima de un seductor cínico                                          |                 | Javier Aguirre                   |
| 1975 | Terapia al desnudo                                                         | Marta           | Pedro Lazaga                     |
| 1975 | El comisario G. (El caso del cabaret)                                      |                 | Fernando Merino                  |
| 1974 | Con la música a otra parte                                                 | Margarita       | Fernando Merino                  |
| 1974 | Juegos de sociedad                                                         |                 | José Luis Merino                 |
| 1972 | Escalofrío diabólico                                                       | Simone          | Jorge Martín                     |
| 1971 | Las melancólicas                                                           |                 | Rafael Moreno Alba               |
| 1971 | Las ibéricas F.C.                                                          | María           | Pedro Masó                       |
| 1970 | Reverendo Colt                                                             | Katy            | León Klimovsky y Marino Girolami |
| 1970 | La muerte busca un hombre                                                  | Maticha         | José Luis Merino                 |
| 1970 | Dele color al difunto                                                      |                 | Luis María Delgado               |
| 1969 | La última aventura del Zorro                                               | Sarita          | José Luis Merino                 |
| 1969 | Garringo                                                                   | Nancy Grayson   | Rafael Romero Marchent           |